# Hugo Zeitvogel
Hugo Zeitvogel (* 25. Dezember 1903 in Baden-Baden; † 25. September 1982 ebenda) war ein deutscher Politiker (CDU).

## Leben
Hugo Zeitvogel war beruflich als selbständiger Mechanikermeister in Baden-Baden tätig. Nach dem Zweiten Weltkrieg trat er in die CDU ein. Am 9. Januar 1952 rückte er für den ausgeschiedenen Abgeordneten Hermann Fecht in den Badischen Landtag nach, dem er bis zu dessen endgültiger Auflösung im Mai 1952 angehörte.